# Aturus subtusus
Aturus subtusus är en kvalsterart som beskrevs av Mitchell 1954. Aturus subtusus ingår i släktet Aturus och familjen Aturidae. Inga underarter finns listade.